# 第二次世界大戰中的軍事勳章
第二次世界大戰中，各個參戰國都廣泛地頒發勳章給在戰鬥中表現傑出的士兵們。本表列出各參戰國的主要勳章。

## 同盟國

### 苏联
- 蘇聯英雄勳章
- 列寧勳章
- 勝利勳章
- 紅旗勳章
- 蘇沃洛夫勳章
- 庫圖佐夫勳章
- 烏沙科夫勳章
- 納克辛莫夫勳章
- 光榮勳章
- 亞歷山大·涅夫斯基勳章
- 衛國戰爭勳章
- 紅星勳章
- 1941-1945年大衛國戰爭戰勝德國獎章
- 戰勝日本獎章
- 保衛列寧格勒獎章
- 保衛敖德薩獎章
- 保衛塞凡堡獎章
- 保衛史達林格勒獎章
- 保衛莫斯科獎章
- 保衛高加索獎章
- 保衛蘇聯北極地區獎章
- 保衛基輔獎章
- 攻克柏林獎章
- 攻克維也納獎章
- 攻克柯尼斯堡獎章
- 攻克布達佩斯獎章
- 解放布拉格奖章
- 解放华沙奖章
- 解放貝爾格勒獎章

蘇聯也將勳章或獎章頒發給城市或是師級部隊。

### 美国
- 榮譽勳章
- 海軍十字勳章
- 傑出服役十字勳章
- 陸軍傑出服役勳章
- 海軍傑出服役勳章
- 傑出軍團勳章
- 銀星勳章
- 銅星勳章
- 陸軍士兵勳章（英语：Soldier's Medal）
- 紫星勳章
- 傑出飛行十字勳章
- 航空勳章
- 第二次世界大戰勝利獎章
- 亞太戰役勳章（英语：Asiatic-Pacific Campaign Medal）
- 歐洲-非洲-中東戰役勳章（英语：European-African-Middle Eastern Campaign Medal）
- 美國戰役勳章（英语：American Campaign Medal）

### 英国（大英國協）
- 維多利亞十字勳章
- 乔治十字勋章
- 巴斯勳章
- 大英帝國勳章
- 傑出服務勳章
- 傑出服務十字勳章
- 軍功十字勳章
- 傑出飛行十字勳章
- 空軍十字勳章
- 傑出指揮勳章
- 傑出英勇勳章
- 傑出服役獎章
- 軍功獎章
- 傑出飛行勳章
- 空軍勳章
- 緬甸英勇勳章
- 喬治勳章
- 派遣表揚勳章
- 1939年至1945年星章
- 大西洋星章
- 欧洲飞行队星章
- 非洲星章
- 太平洋星章
- 緬甸星章
- 義大利星章
- 法國與德國星章
- 防衛勳章
- 1939年至1945年戰爭勳章

### 自由法國
- 1939年至1945年軍功十字勳章（法國）
- 英勇十字勳章（法國及比利時）

### 比利时
- 戰爭十字勳章（比利時）
- 英勇十字勳章（法國及比利時）

### 波蘭
- 軍事美德勳章
- 格倫瓦德十字獎章
- 獨立十字獎章
- 英勇十字勳章
- 帶劍優異十字勳章
- 1939年至1945年陸軍戰爭勳章
- 1939年至1945年空軍戰爭勳章
- 1939年至1945年海軍戰爭勳章
- 1939年至1945年海軍陸戰隊戰爭勳章
- 1939年九月戰役十字勳章
- 卡西諾山十字紀念章
- 波蘭家鄉軍勳章
- 光榮戰場功績勳章
- 游擊隊員十字勳章
- 波蘭武裝力量參與西方軍事行動十字勳章
- 列寧諾戰役十字勳章
- 奧許維茲十字勳章
- 1939年戰爭勳章
- 起義十字華沙勳章
- 1939年至1945年華沙勳章
- 尼薩河暨波羅的海勳章
- 1945年勝利自由勳章
- 參與柏林戰役勳章
- 鄉村戰鬥旅十字勳章
- 國家軍事行動十字勳章
- 遭驅逐至西伯利亞者獎章
- 華沙起義十字勳章

### 南斯拉夫
- 國家英雄勳章
- 國家解放勳章
- 勇氣獎章
- 游擊隊之星勳章
- 手足情誼暨團結勳章
- 勇氣勳章

## 軸心國及其盟國

### 納粹德國
- 鐵十字勳章
- 騎士鐵十字勳章
- 德意志十字勳章

### 罗马尼亚王国
- 勇敢的米哈伊勳章
- 羅馬尼亞之星勳章
- 反共十字軍勳章

### 芬兰
- 自由十字勳章
  - 曼納海姆十字勳章（1941年至1945年間頒發）
- 芬蘭白玫瑰勳章
- 芬蘭之獅勳章